# Martin Ådahl
 (juin 2022).
Sven Martin Andreas Ådahl, né le 5 décembre 1969, est un homme politique suédois. Membre du Parti du centre, dont il est le porte-parole chargé de la politique économique, il siège au Riksdag depuis 2018.

## Biographie
Comme son père travaille pour l’OCDE, Martin Ådahl passe une partie de son enfance et de sa jeunesse à Paris. Il fait ensuite des études à l’École d’économie de Stockholm où il est condisciple de Magdalena Andersson. Pendant plusieurs années, il travaille en tant qu’économiste à la Banque de Suède. En 2005, il est un des fondateurs du magazine Fokus dont il devient le rédacteur politique. En 2007, il crée le laboratoire d’idées Forbes qu’il dirige jusqu’à 2012,.

### Parcours politique
Étant tôt devenu un admirateur de Thorbjörn Fälldin, dont son père est un ancien collaborateur, Martin Ådahl s’engage pendant ses études dans l’organisation Étudiants du centre. En 2012 il est nommé économiste en chef ainsi que vice-secrétaire du Parti du centre.
Suivant les élections législatives de 2018 il est député au Riksdag. Il y siège à la Commission du marché de travail de 2018 à 2021. Pendant cette période il est également porte-parole chargé de la politique du marché de travail du Parti du centre. En 2021 il devient membre de la Commission de la finance et porte-parole chargé de la politique économique, remplaçant ainsi Emil Källström. 